# Міжамериканський договір взаємної допомоги
Міжамерика́нський до́говір взає́мної допомо́ги (ісп. Tratado Interamericano de Asistencia Recíproca або TIAR, англ. Inter-American Treaty of Reciprocal Assistance, фр. Traité interaméricain d'assistance réciproque, порт. Tratado Interamericano de Assistência Recíproca, також відома як Угода Ріо або Пакт Ріо) — угода, підписана в 1947 році в Ріо-де-Жанейро між багатьма країнами Америки в рамках Організації Американських Держав. 
Головним принципом, що міститься в його статтях, є те, що зовнішній напад проти одного з членів має вважатися нападом проти всіх них цілком; ця було відоме як доктрина «Півсферичного захисту». 
Договір почав діяти в 1948 році (відповідно до Статті 22 договору) після ратифіковації в 1947 році, остання країна, яка приєдналася до нього — Багамські острови, що стали членом в 1982 році.